# دوائر ولاية الجزائر
قائمة الدوائر في ولاية الجزائر حسب توزيعها على البلديات مع الرمز البريدي وتعداد السكان.

## الدوائر

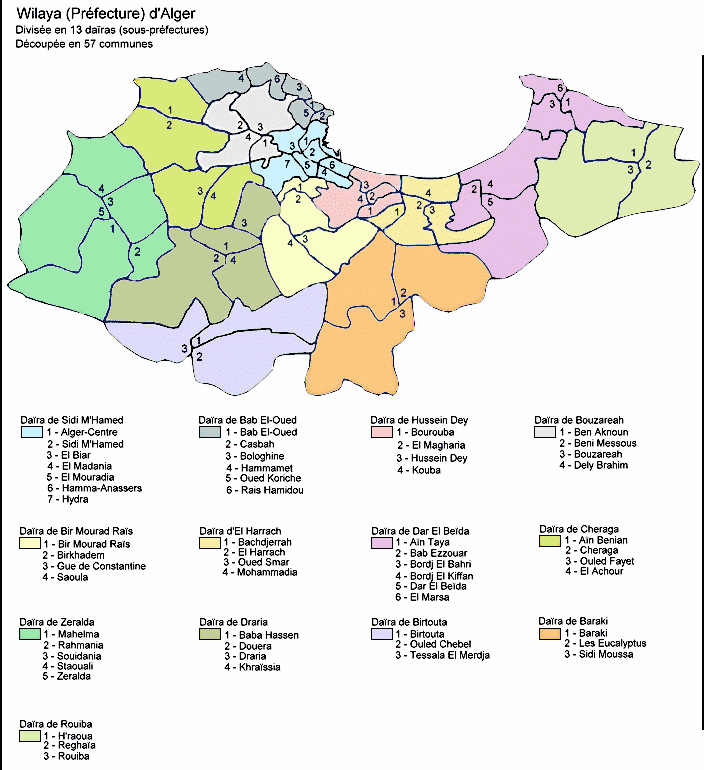
دوائر ولاية الجزائر

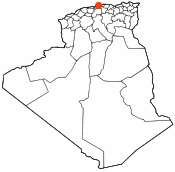
مدينة الجزائر

| الرقم   | اسم الدائرة         | عدد البلديات | عدد السكان |
| ------- | ------------------- | ------------ | ---------- |
| 01      | دائرة زرالدة        | 5            | 144 475    |
| 02      | دائرة الشراقة       | 5            | 235 991    |
| 03      | دائرة درارية        | 5            | 193 875    |
| 04      | دائرة بئر توتة      | 3            | 66 428     |
| 05      | دائرة بئر مراد رايس | 5            | 329 164    |
| 06      | دائرة بوزريعة       | 4            | 186 158    |
| 07      | دائرة باب الوادي    | 5            | 219 962    |
| 08      | دائرة حسين داي      | 4            | 220 909    |
| 09      | دائرة سيدي أمحمد    | 4            | 206 528    |
| 10      | دائرة الحراش        | 4            | 245 881    |
| 11      | دائرة براقي         | 3            | 273 232    |
| 12      | دائرة الدار البيضاء | 7            | 490 540    |
| 13      | دائرة الرويبة       | 3            | 175 001    |
| المجموع | ولاية الجزائر       | 57           | 2 988 145  |

### مواضيع ذات صلة
- وزارة الداخلية الجزائرية
- ولاية الجزائر
- بلديات ولاية الجزائر
- قائمة بلديات الجزائر
- دوائر الجزائر
- دوائر ولاية بجاية
- دوائر ولاية البويرة
- دوائر ولاية تيزي وزو
- دوائر ولاية برج بوعريريج
- دوائر ولاية بومرداس

### وصلات خارجية
- الموقع الرسمي لوزارة الداخلية الجزائرية
- الموقع الرسمي لولاية الجزائر